# يوم الجمعة الثالث عشر: بداية جديدة
يوم الجمعة الثالث عشر: بداية جديدة (بالإنجليزية: Friday the 13th: A New Beginning)‏ هو فيلم رعب تم إنتاجه في الولايات المتحدة وصدر في سنة 1985.

## الميزانية والإيرادات
بلغت تكلفة إنتاج الفيلم حوالي 2.2 مليون دولار بينما حقق إيرادات تقدر بـ 21.9 مليون دولار.

## وصلات خارجية
- يوم الجمعة الثالث عشر: بداية جديدة على موقع IMDb (الإنجليزية)
- يوم الجمعة الثالث عشر: بداية جديدة على موقع ميتاكريتيك (الإنجليزية)
- يوم الجمعة الثالث عشر: بداية جديدة على موقع روتن توميتوز (الإنجليزية)
- يوم الجمعة الثالث عشر: بداية جديدة على موقع نتفليكس (الإنجليزية)
- يوم الجمعة الثالث عشر: بداية جديدة على موقع ألو سيني (الفرنسية)
- يوم الجمعة الثالث عشر: بداية جديدة على موقع Turner Classic Movies (الإنجليزية)
- يوم الجمعة الثالث عشر: بداية جديدة على موقع أول موفي (الإنجليزية)
- يوم الجمعة الثالث عشر: بداية جديدة على موقع بوكس أوفيس موجو (الإنجليزية)
- يوم الجمعة الثالث عشر: بداية جديدة على موقع فيلمافينيتي (الإسبانية)
- يوم الجمعة الثالث عشر: بداية جديدة على موقع قاعدة بيانات الأفلام السويدية (السويدية)